# Giacomo Gentilomo
Giacomo Gentilomo (Trieste, 5 de abril de 1909 — Roma, 16 de abril de 2001) foi um cineasta e pintor italiano.